# 鷂蛺蝶屬
鷂蛺蝶屬（學名：Consul）是蛺蝶科螯蛺蝶亞科安蛺蝶族中的一個屬。共有4個物種，分佈於新熱帶界。成蟲翅面以貝氏擬態模仿袖斑蝶屬、袖蝶屬和綃蝶族的一些有毒物種之斑紋，使天敵不好襲擊。

## 物種
- 黃衣鷂蛺蝶 Consul electra
- 豔鷂蛺蝶 Consul excellens
- 鷂蛺蝶 Consul fabius
  - C. f. fabius = 一字紋鷂蛺蝶 C. hippona
- 黃肩鷂蛺蝶 Consul panariste
  - 潘多鷂蛺蝶 C. p. pandrosa

## 腳註
1. ↑  Brower, Andrew V. Z. 2009. Consul Hübner 1807. Version 22 May 2009 (under construction). http://tolweb.org/Consul/70540/2009.05.22 （页面存档备份，存于） in The Tree of Life Web Project, http://tolweb.org/ （页面存档备份，存于） （英文）